# Linha 7 bis do Metropolitano de Paris

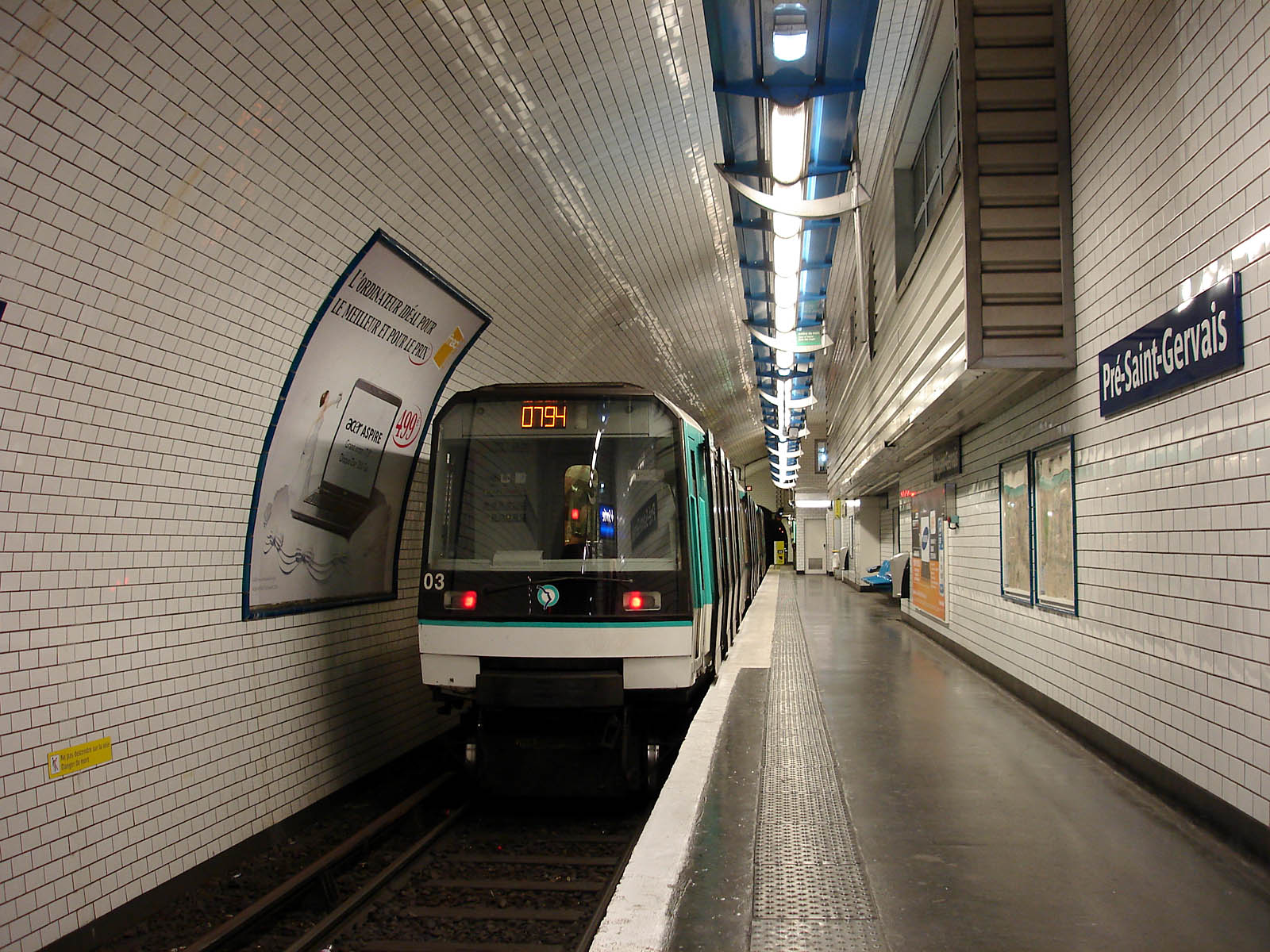
Trem MF 88 03 na estação Pré-Saint-Gervais.

A Linha 7 bis do Metrô de Paris é a segunda linha mais curta do Metrô de Paris. Ela vai de Pré-Saint-Gervais a Louis Blanc. Serve o 19.º e o 20.º arrondissements, no nordeste da cidade.

## História
A Linha 3 foi inaugurada em 1967, como o ramal de Pré-Saint-Gervais da Linha 7, para aliviar o tráfego da Linha 7.

## Estações

Plano da linha.

- Louis Blanc
- Jaurès
- Bolivar
- Buttes Chaumont
- Botzaris
- Danube
- Place des Fêtes
- Pré-Saint-Gervais

## Extensão
A Linha 3 bis se juntará à Linha 7 bis.[carece de fontes?]

## Turismo
A linha 7 bis se situa na periferia do centro de Paris e, portanto, não atende a nenhum dos monumentos mais famosos. Por outro lado, ela atravessa o Canal Saint-Martin e o Parc des Buttes-Chaumont, bem como o Quartier d'Amérique, parcialmente constituído por vilas, pequenas casas rodeadas por um pequeno jardim ao longo de vias privadas.